# Phase 2
Phase 2, egentligen Lonny Wood, född 2 augusti 1955 i Bronx i New York, död 13 december 2019 i New York, var en amerikansk graffitikonstnär.
Han började med tags i New York 1970, och kom att få en central roll i utvecklandet av pieces i allmänhet och Wildstyle i synnerhet. Han var den som införde bubbelbokstäver inom spraykonsten och han spelade en katalytisk roll för flera andra stilnyheter. 1984 började han utge I.G. Times, det första fanzinet i sitt slag, och flera utställningar i USA och Europa kom till stånd. Termen "graffiti" utsattes för Phase 2:s kritik, vilket ledde fram till alternativa benämningar på denna konstform. Ett av hans viktigaste arbeten på duk är ”Majestic” (1984), geometriska bokstavsfragment med mörkblått och kleinblått som dominerande färger. Den visades på utställningen Coming from the Subway på Groninger Museum i Holland 1992-1993.Han var en tidig medlem i UGA (United Graffiti Artists).

## Fotnoter
1. ↑  Union List of Artist Names, 14 januari 2020, ULAN: 500489971, läs online, läst: 14 maj 2024.[källa från Wikidata]
2. ↑  Grafitti Street Artist Phase 2 Dies at 61 (på engelska), The Source, läs online, läst: 15 december 2019.[källa från Wikidata]
3. ↑   ’’Coming from the Subway – New York Graffiti Art’’. (Katalog). Groninger Museum 4/10 1992 – 10/1 1993, Groningen, s. 202-213. ISBN 90-5477-003-1.